# Lit-et-Mixe
Pour les articles homonymes, voir Mixe.
Lit-et-Mixe (prononcé [lit e miks] ; en gascon Lit e Micse) est une commune du Sud-Ouest de la France, située dans le département des Landes (région Nouvelle-Aquitaine).
Ses habitants se nomment (lous) Lités, francisé Litois.

## Géographie

### Localisation
Surnommée « la Grande Dame du Marensin », Lit-et-Mixe fait office de station balnéaire avec sa plage de la Côte d'Argent sur l'océan Atlantique (cap de l'Homy), située à 7 km du village.
Elle vit également de la sylviculture et possède dans son bourg principal (Lit) de nombreux commerces nécessaires pour alimenter sa vaste zone de chalandise, l'ensemble du Marensin.
Le bourg, traversé du nord au sud par la route départementale 652, reste éloigné d'autres villes : Mimizan, Morcenx et Castets sont distantes d'une vingtaine de kilomètres et Dax, chef-lieu d'arrondissement d'une quarantaine. Mixe forme un quartier excentré à la sortie Sud du bourg principal.
Les principaux lieux-dits et écarts sont le Baratte, Bardot, Cap de l’Homy (qui accueille la plage surveillée de la commune), Contis-les-Marais, Contis Sud, Culassier, Gadou, Matruque, Lesalle, Lugadets, Padaou, Pernaout, Pétrocq et Séville.

### Communes limitrophes
Les communes limitrophes sont Lévignacq, Linxe, Saint-Julien-en-Born, Uza et Vielle-Saint-Girons.
|                  | Saint-Julien-en-Born |                  |
| Océan Atlantique | Lit-et-Mixe          | Uza              |
|                  | Vielle-Saint-Girons  | Lévignacq, Linxe |

### Transports en commun
Pendant la période estivale un réseau de navette dessert la communauté de communes Côte Landes Nature reliant les bourgs aux plages.

### Climat
Pour des articles plus généraux, voir Climat de la Nouvelle-Aquitaine et Climat des Landes.
Historiquement, la commune est exposée à un climat océanique aquitain.  
En 2020, Météo-France publie une typologie des climats de la France métropolitaine dans laquelle la commune est exposée à un climat océanique et est dans la région climatique  Littoral charentais et aquitain, caractérisée par une pluviométrie élevée en automne et en hiver, un bon ensoleillement, des hiver doux (6,5 °C), soumis à la brise de mer.
Pour la période 1971-2000, la température annuelle moyenne est de 13,7 °C, avec une amplitude thermique annuelle de 13,6 °C. Le cumul annuel moyen de précipitations est de 1 212 mm, avec 13 jours de précipitations en janvier et 7,7 jours en juillet. Pour la période 1991-2020, la température moyenne annuelle observée sur la station météorologique la plus proche, située sur la commune de Rion-des-Landes à 29 km à vol d'oiseau, est de 13,7 °C et le cumul annuel moyen de précipitations est de 1 182,9 mm,. Pour l'avenir, les paramètres climatiques de la commune estimés pour 2050 selon différents scénarios d'émission de gaz à effet de serre sont consultables sur un site dédié publié par Météo-France en novembre 2022.

## Urbanisme

### Typologie
Au 1er janvier 2024, Lit-et-Mixe est catégorisée commune rurale à habitat dispersé, selon la nouvelle grille communale de densité à sept niveaux définie par l'Insee en 2022.
Elle est située hors unité urbaine et hors attraction des villes,.
La commune, bordée par l'océan Atlantique, est également une commune littorale au sens de la loi du 3 janvier 1986, dite loi littoral. Des dispositions spécifiques d’urbanisme s’y appliquent dès lors afin de préserver les espaces naturels, les sites, les paysages et l’équilibre écologique du littoral, tel le principe d'inconstructibilité, en dehors des espaces urbanisés, sur la bande littorale des 100 mètres, ou plus si le plan local d’urbanisme le prévoit.

### Occupation des sols

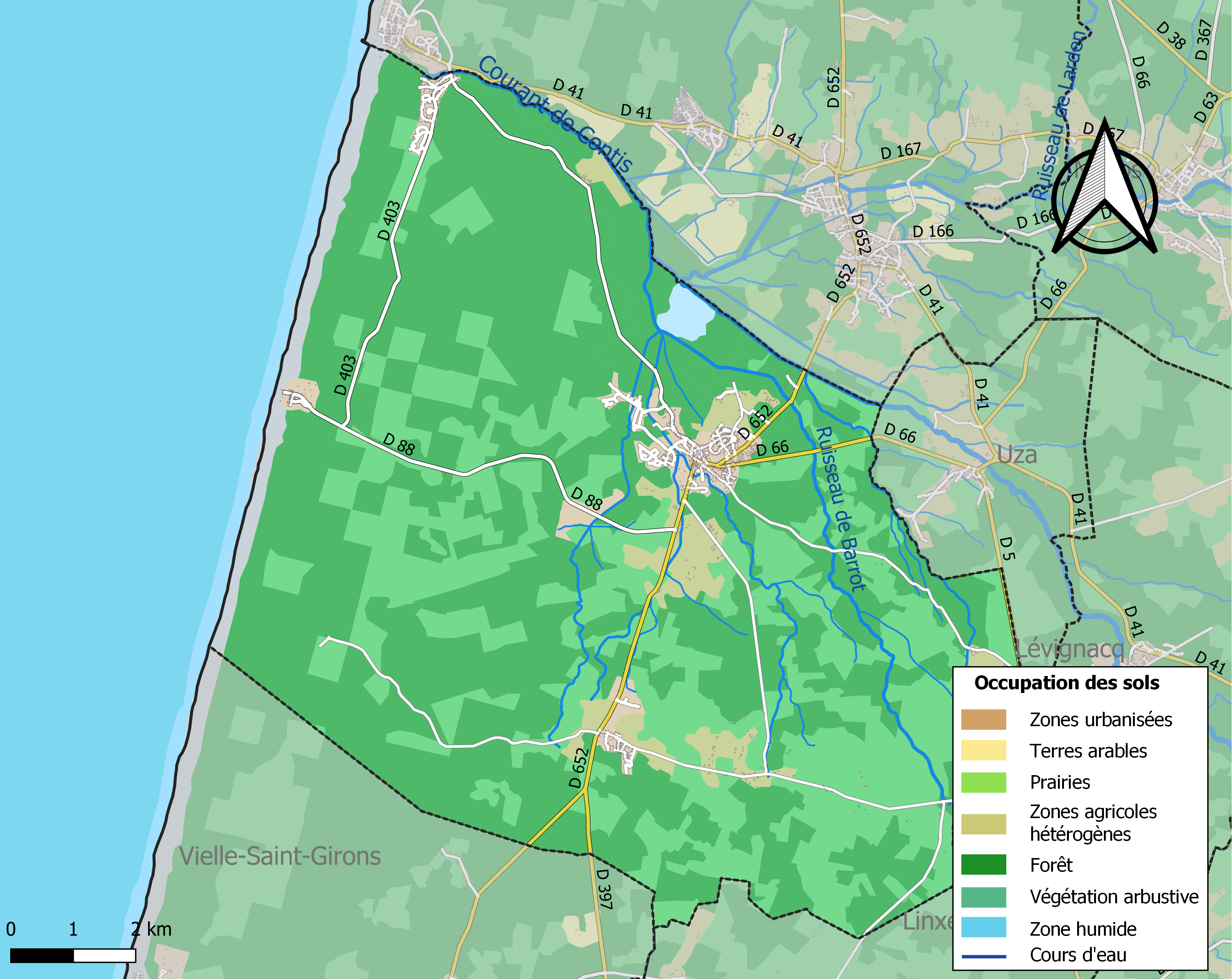
Carte des infrastructures et de l'occupation des sols de la commune en 2018 (CLC).

L'occupation des sols de la commune, telle qu'elle ressort de la base de données européenne d’occupation biophysique des sols Corine Land Cover (CLC), est marquée par l'importance des forêts et milieux semi-naturels (92,7 % en 2018), en diminution par rapport à 1990 (95,5 %). La répartition détaillée en 2018 est la suivante : forêts (58 %), milieux à végétation arbustive et/ou herbacée (32,4 %), zones agricoles hétérogènes (3,7 %), zones urbanisées (2,5 %), espaces ouverts, sans ou avec peu de végétation (2,3 %), espaces verts artificialisés, non agricoles (0,6 %), zones humides intérieures (0,5 %), zones humides côtières (0,1 %). L'évolution de l’occupation des sols de la commune et de ses infrastructures peut être observée sur les différentes représentations cartographiques du territoire : la carte de Cassini (XVIIIe siècle), la carte d'état-major (1820-1866) et les cartes ou photos aériennes de l'IGN pour la période actuelle (1950 à aujourd'hui).

### Risques majeurs
Le territoire de la commune de Lit-et-Mixe est vulnérable à différents aléas naturels : météorologiques (tempête, orage, neige, grand froid, canicule ou sécheresse), feux de forêts, mouvements de terrains et séisme (sismicité très faible). Un site publié par le BRGM permet d'évaluer simplement et rapidement les risques d'un bien localisé soit par son adresse soit par le numéro de sa parcelle.
Lit-et-Mixe est exposée au risque de feu de forêt. Depuis le 20 avril 2016, les départements de la Gironde, des Landes et de Lot-et-Garonne disposent d’un règlement interdépartemental de protection de la forêt contre les incendies. Ce règlement vise à mieux prévenir les incendies de forêt, à faciliter les interventions des services et à limiter les conséquences, que ce soit par le débroussaillement, la limitation de l’apport du feu ou la réglementation des activités en forêt. Il définit en particulier cinq niveaux de vigilance croissants auxquels sont associés différentes mesures,.
Les mouvements de terrains susceptibles de se produire sur la commune sont un recul du trait de côte et de falaises et des tassements différentiels.

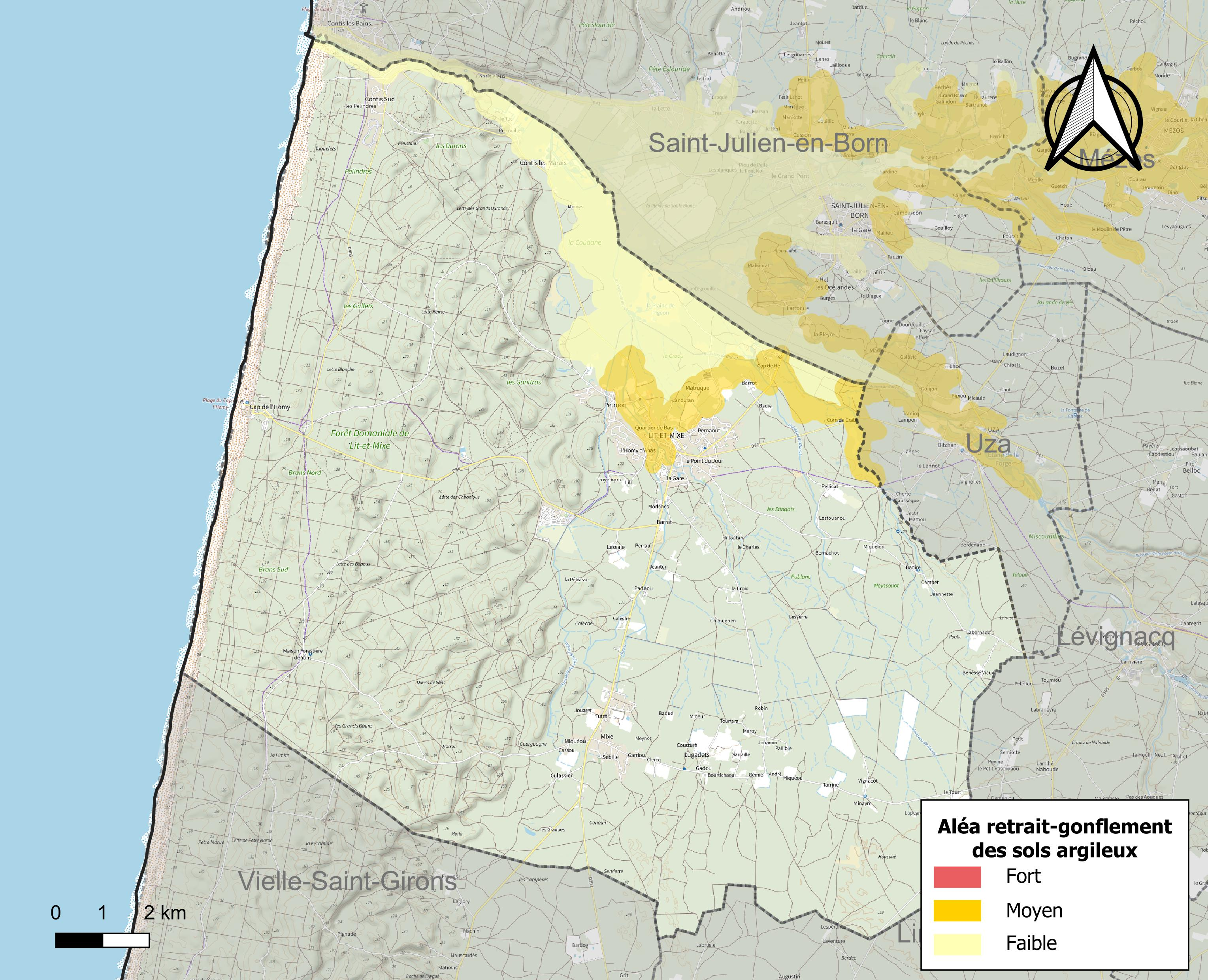
Carte des zones d'aléa retrait-gonflement des sols argileux de Lit-et-Mixe.

Le retrait-gonflement des sols argileux est susceptible d'engendrer des dommages importants aux bâtiments en cas d’alternance de périodes de sécheresse et de pluie. 2,8 % de la superficie communale est en aléa moyen ou fort (19,2 % au niveau départemental et 48,5 % au niveau national). Sur les 1 357 bâtiments dénombrés sur la commune en 2019,  161 sont en aléa moyen ou fort, soit 12 %, à comparer aux 17 % au niveau départemental et 54 % au niveau national. Une cartographie de l'exposition du territoire national au retrait gonflement des sols argileux est disponible sur le site du BRGM,.
La commune a été reconnue en état de catastrophe naturelle au titre des dommages causés par les inondations et coulées de boue survenues en 1999 et 2009 et par des mouvements de terrain en 1999.

## Toponymie
Julien Lesbats donne trois hypothèses concernant l'origine du nom « Lit ». Il pourrait provenir du gascon lède, signifiant marais salant, ou lette, signifiant marais, ou encore du latin Litus, source du français littoral. Quant à « Mixe », il proviendrait du gascon Mescle (issu du latin Mixus) désignant un mélange. En effet, l'eau douce et l'eau de mer se mélangent dans les marais de Contis, au nord de Lit-et-Mixe.

## Histoire
Contis est l’ancien bourg influant, autrefois nommée Cunctis, disparu. Il figure, avec Lellan, Lélos, Sart ou Auchise, parmi les bourgades médiévales, autrefois probablement puissantes, victimes de l'avancée des sables maritimes à la suite des excès de la déforestation. La bourgade accueillant sanctuaire et relais des Templiers, a laissé son nom au canal naturel d'évacuation des eaux, piégées dans les étangs derrière les masses dunaires. Le lieu-dit Contis au nord est devenu une station balnéaire de Saint-Julien-en-Born.
Le bourg de « Lict-en-Maransin » ou Lit, dont le nom viendrait du latin Lictus - littoral, aux XVIIe et XVIIIe siècles formait une paroisse distincte de Mixe. Il est obligé de se déplacer dans les siècles précédents devant l’avancée des sables venant de l’ouest. L’ancien Lit avait son emplacement beaucoup plus proche de la mer, près du quartier de Contis-les-Marais, sous les dunes de la Pétrouille ou balise Saint-Jean. Les lètes en gascon désignent les vallons inter-dunaires. Une ancienne variante dialectale est lite(s). Le bourg de Lit hérite peut être d'une vieille appellation de Contis, appliquée à son arrière-pays.
D'une manière similaire, le bourg plus septentrional de Saint-Julien, dans le pays de Born, reste aussi placé sous le patronage des chevaliers Templiers.
Hypothèses : Le village de Mixe, au sud du bourg, prendrait son nom d'un mansus, domaine agricole à l'époque gallo-romaine ; parallèles romans : les meix de Bourgogne et de Lotharingie (dans lesquels x notait une dentale chuintante) : le /i/ et le /ks/ de Micse restent inexpliqués. Dans ce domaine gascon un bas-latin *mixata-, *mictas (pour le classique mixta-, mixtu-) de miscere — mêler, joindre, a pu désigner une « (terre) jointe, réunie », ou un mode d'exploitation particulier, la conservation du groupe /ks/ s'expliquant comme dans Dax, Dacs (< *de aquis).
La présence, en apparence hostile, de côtes sableuses, de rivières et d'étangs ouvre aux habitants la ressource maritime et fluviale, avec les poissons et les mollusques abondants. Les prairies et les cultures de céréales, légumes et vignes, l'arboriculture avec des châtaigniers, des pruniers et des cerisiers, développées par le labeur des habitants, complètent les ressources extensives plus modestes des landes, des forêts sèches, notamment les chênaies ou les pignadas, ou humides, en particulier les aulnaies ou saulaies, qui les bordent. Les lannes ou landes rases restent une terre de pâturage extensif, de porcs, de bovins, de chèvres ou d'ovins.
Pendant près de six siècles, le Marensin est tributaire d'un système féodo-vassalique. Sous influence anglaise après le mariage d'Aliénor d'Aquitaine, il passe sous domination de la maison d'Albret jusqu'en 1584, date à laquelle son héritier Henri, futur Henri IV de France, vend la baronnie. La paroisse de Lit était « dans le vicomté d’Uza » et la « baronnie du Maransin » et dépendait de la juridiction de Linxe et de Dax. Le baron de Tingon, les seigneurs de la Barre, de la Ferrade en sont les acquéreurs successifs. Au XVIIIe siècle, les comtes de Marcellus en furent les derniers barons.
En 1825, sous la Restauration, les deux paroisses qui forment la commune actuelle fusionnent.
En 1876, la commune de Lit-et-Mixe compte 1 858 habitants. Par la route, son centre se situe à 53 km de Dax. La route des étangs la relie à la première commune méridionale du pays de Born, Saint-Julien. L'étang de Saint-Julien couvre à cette époque plus de 696 ha.
L'accès à la mer explique la reconnaissance du port de Lit parmi les six ports dépendant du quartier maritime de Dax, inclus comme deux ports autres landais du quartier maritime de Bayonne, dans le quatrième arrondissement maritime, siégeant à Rochefort.
En 1907, la commune est marquée par les affrontements entre gemmeurs et propriétaires forestiers au cours de la grève des résiniers landais.

## Héraldique
| Blason | Blasonnement : D'azur à la bande du champ abaissée à dextre et haussée à senestre, câblée en chef et en pointe d'une tire d'or et chargée de l'inscription « LIT ET MIXE » en lettres du même, les montants à plomb et les traverses dans le sens de la bande, accompagnée, en chef à dextre, d'un écureuil contourné assis sur la bande, tenant une pomme de pin entre ses pattes, le tout d'or, à senestre, d'un berger landais de carnation regardant vers dextre, habillé d'argent et coiffé d'un béret de sable, sur ses échasses du même mouvant de la bande, et, en pointe, d'une barque d'or montée par huit hommes de carnation, habillés d'argent et coiffés d'un béret de sable, tenant des rames du même, voguant sur une mer d'azur. Ce blason n'est guère conforme à l'esprit de l'héraldique : manque de cohésion graphique, affichage du nom de la commune (alors que le blason a pour fonction de représenter par l'image), pas de centralité. On pourrait proposer, sans trahir l'idée de départ : d'azur à l'écureuil d'or tenant une pomme de pin, sur une barque du même, flanqué de deux échasses d'argent, l'une à dextre, l'autre à senestre. On peut aussi reprendre les armes anciennes des seigneuries correspondantes, si on les retrouve et qu'elles ne sont pas objet de droits. |

## Politique et administration
| Période                                  | Période       | Identité                | Étiquette            | Qualité |
| ---------------------------------------- | ------------- | ----------------------- | -------------------- | --- |
| mai 1805                                 | mai 1842      | Jean Dupuy              |                      | |
| mai 1842                                 | août 1843     | Dominique Mathio        |                      | |
| août 1843                                | août 1848     | Numa Turpin             | PDO                  | Conseiller général (1834-1873) et député (1848-1851)                                                       |
| août 1848                                | novembre 1848 | Jean Soulan             |                      | |
| (...)                                    | (...)         | (...)                   |                      | |
| juillet 1873                             | février 1874  | Etienne Danchotte       |                      | |
| février 1874                             | décembre 1876 | Numa Boyou              |                      | Nommé par le préfet                                                                                        |
| décembre 1876                            | janvier 1878  | Etienne Danchotte       |                      | |
| janvier 1878                             | novembre 1919 | Louis Crouzet           |                      | Fils d'Henri Crouzet (1817-1880) et petit-fils de Numa Turpin ancien maire                                 |
| novembre 1919                            | mai 1929      | Dominique Mathio        |                      | |
| mai 1929                                 | mars 1941     | Léon Sargos (1855-1944) |                      | Propriétaire-Négociant Chevalier de la Légion d'honneur Père de Roger Sargos (1886-1966) maire d'Aureilhan |
| mars 1941                                | octobre 1947  | Jean Bellegarde         |                      | |
| octobre 1947                             | octobre 1975  | Louis Sourgen           |                      | Médecin |
| octobre 1975                             | mars 1983     | Gérard Subsol           |                      | Forestier                                                                                                  |
| mars 1983                                | mars 2020     | Guy-Bertrand Puyo       | UDF puis UMP puis LR | Médecin, conseiller général du canton de Castets (1979-2004)                                               |
| mars 2020                                | En cours      | Gérard Napias           | LR                   | |
| Les données manquantes sont à compléter. |               |                         |                      | |

## Population et société

### Démographie

#### Évolution démographique
L'évolution du nombre d'habitants est connue à travers les recensements de la population effectués dans la commune depuis 1793. Pour les communes de moins de 10 000 habitants, une enquête de recensement portant sur toute la population est réalisée tous les cinq ans, les populations de référence des années intermédiaires étant quant à elles estimées par interpolation ou extrapolation. Pour la commune, le premier recensement exhaustif entrant dans le cadre du nouveau dispositif a été réalisé en 2005.

En 2022, la commune comptait 1 704 habitants, en évolution de +6,04 % par rapport à 2016 (Landes : +5,78 %, France hors Mayotte : +2,11 %).
| 1793 | 1800 | 1806 | 1821  | 1831  | 1836  | 1841  | 1846  | 1851  |
| ---- | ---- | ---- | ----- | ----- | ----- | ----- | ----- | ----- |
| 708  | 697  | 857  | 1 010 | 1 277 | 1 407 | 1 483 | 1 624 | 1 669 |

| 1856  | 1861  | 1866  | 1872  | 1876  | 1881  | 1886  | 1891  | 1896  |
| ----- | ----- | ----- | ----- | ----- | ----- | ----- | ----- | ----- |
| 1 800 | 1 785 | 2 070 | 1 821 | 1 858 | 1 711 | 1 690 | 1 711 | 1 717 |

| 1901  | 1906  | 1911  | 1921  | 1926  | 1931  | 1936  | 1946  | 1954  |
| ----- | ----- | ----- | ----- | ----- | ----- | ----- | ----- | ----- |
| 1 789 | 1 835 | 1 870 | 1 730 | 1 762 | 1 705 | 1 533 | 1 435 | 1 424 |

| 1962  | 1968  | 1975  | 1982  | 1990  | 1999  | 2005  | 2006  | 2010  |
| ----- | ----- | ----- | ----- | ----- | ----- | ----- | ----- | ----- |
| 1 446 | 1 353 | 1 273 | 1 322 | 1 408 | 1 441 | 1 456 | 1 452 | 1 520 |

| 2015  | 2020  | 2022  | - | - | - | - | - | - |
| ----- | ----- | ----- | - | - | - | - | - | - |
| 1 588 | 1 682 | 1 704 | - | - | - | - | - | - |

#### Pyramide des âges
La population de la commune est relativement âgée.
En 2018, le taux de personnes d'un âge inférieur à 30 ans s'élève à 19,7 %, soit en dessous de la moyenne départementale (29,2 %). À l'inverse, le taux de personnes d'âge supérieur à 60 ans est de 45,5 % la même année, alors qu'il est de 32,1 % au niveau départemental.
En 2018, la commune comptait 784 hommes pour 848 femmes, soit un taux de 51,96 % de femmes, légèrement supérieur au taux départemental (51,52 %).
Les pyramides des âges de la commune et du département s'établissent comme suit.
| Hommes | Classe d’âge | Femmes |
| ------ | ------------ | ------ |
| 0,8    | 90 ou +      | 3,4    |
| 13,6   | 75-89 ans    | 16,2   |
| 28,2   | 60-74 ans    | 28,5   |
| 21,5   | 45-59 ans    | 21,5   |
| 14,4   | 30-44 ans    | 12,4   |
| 11,7   | 15-29 ans    | 8,4    |
| 9,9    | 0-14 ans     | 9,7    |

| Hommes | Classe d’âge | Femmes |
| ------ | ------------ | ------ |
| 0,9    | 90 ou +      | 2,3    |
| 9      | 75-89 ans    | 11,5   |
| 20,6   | 60-74 ans    | 21,6   |
| 21,5   | 45-59 ans    | 20,7   |
| 17,4   | 30-44 ans    | 17,1   |
| 14,2   | 15-29 ans    | 12,1   |
| 16,4   | 0-14 ans     | 14,6   |

## Lieux et monuments

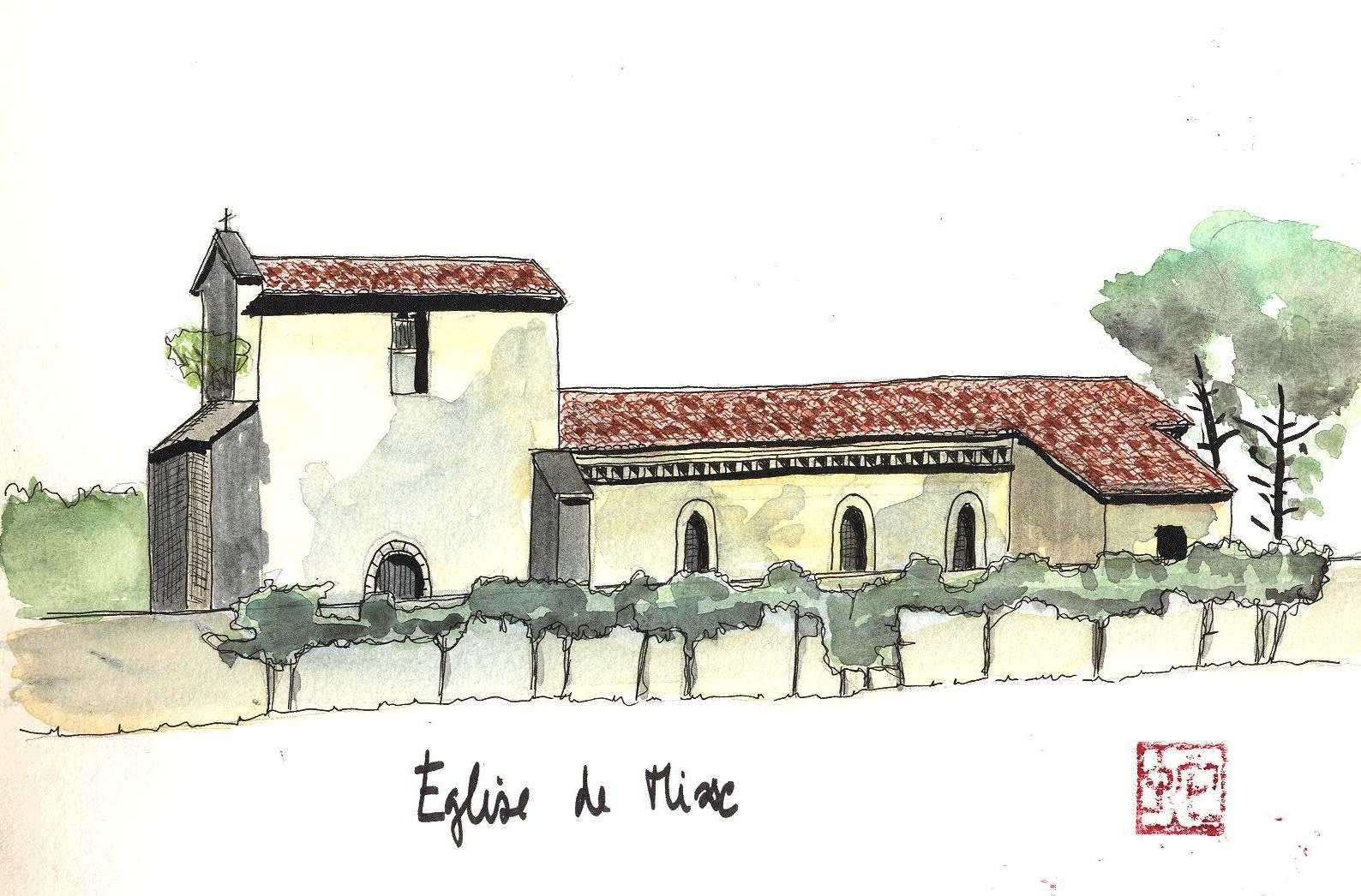
Aquarelle de l'église de Mixe sur la commune de Lit-et-Mixe.

- L'église Notre-Dame de Lit : Depuis la construction de la partie ancienne de la tour carrée au XIIe siècle, Notre-Dame de Lit a subi quelques transformations. Au XIXe siècle, le clocher de l’église a été rehaussé. En 1904, il s’est doté d’une flèche qui donne aujourd’hui à l’édifice sa silhouette si particulière. En 1863, le cimetière entourant l’église a été déplacé à l’entrée du village et les pierres de l’enceinte ont servi à la construction de la maison des religieuses de Lit. Bien que cet édifice religieux de style gothique ait été modifié et restauré, il conserve son caractère défensif qui atteste de son origine médiévale.
- Église Saint-Vincent de Mixe.
- Musée vieilles Landes qui présente une collection de matériel traditionnel landais, présent dans les maisons et exploitations vivant de la sylviculture et du gemmage.
- Les zones humides, aujourd'hui protégées, de l'ancien étang de Lit-et Mixe (plaine du Pigeon…) de par la richesse de la faune et de la flore qu’elles abritent sont classées en zone Natura 2000, dispositif se trouvant au cœur de la stratégie visant à enrayer la régression de la biodiversité.
- À 5 km à l'ouest de Mixe se trouve la source de Yons. C'est une source d'eau ferrugineuse réputée et fréquentée pour les maux d'estomac et la remise en forme. Elle était autrefois dédiée à Notre-Dame de Yons.

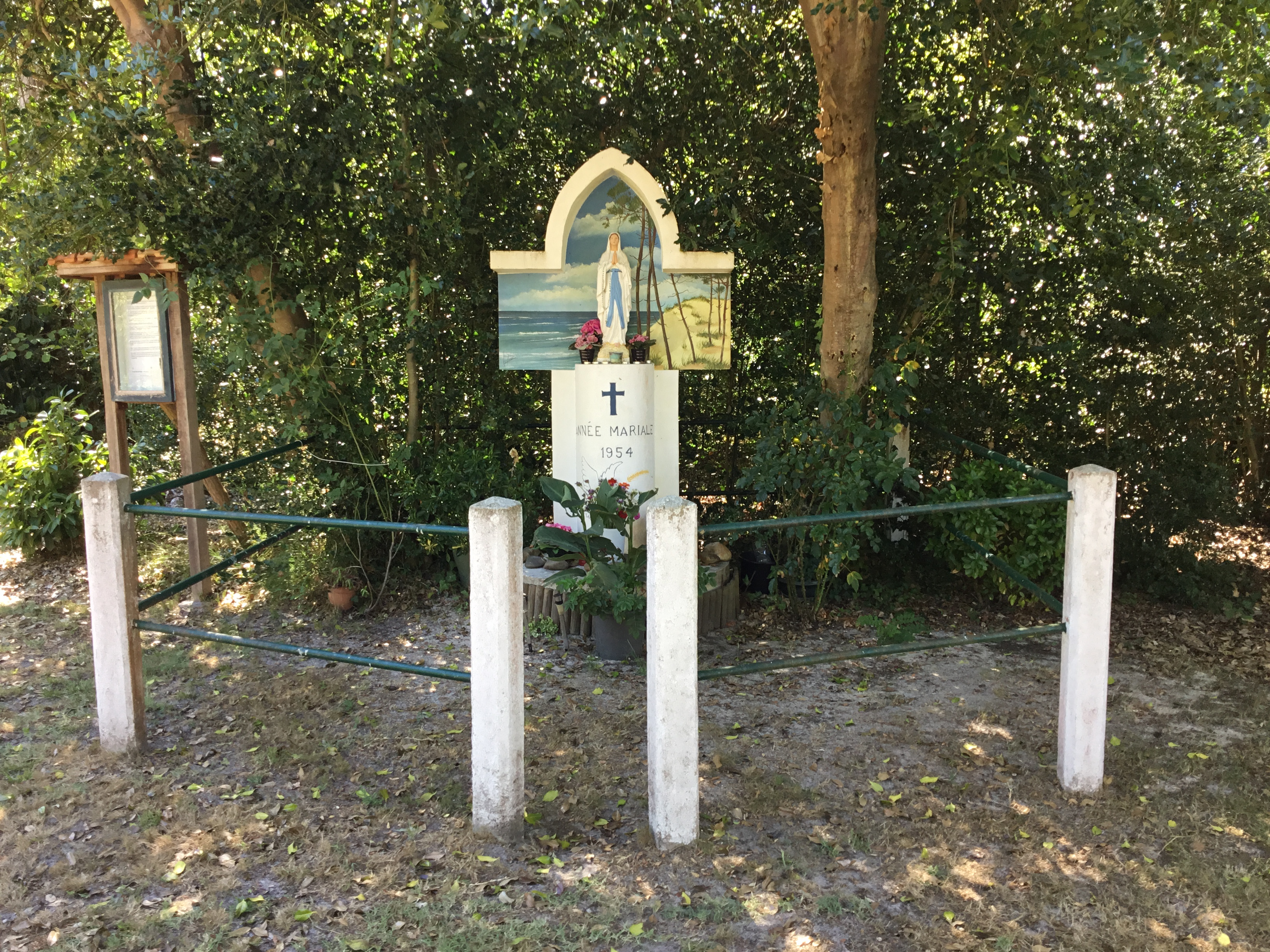
La Vierge de Frois.

- Au lieu-dit de Lugadets se trouve un petit oratoire dédié à Marie, dit de la Vierge de Frois, édifié en 1954 mais dont l’origine est plus ancienne.

## Économie
Les activités qui soutiennent l'économie locale sont la sylviculture, très présente sur la commune, et ses dérivés industriels et artisanaux, ainsi que le tourisme estival.
La commune produit également du vin de sable issu du vignoble des sables de l’océan.

## Loisirs et sports
Le rugby avec l'Union sportive litoise fondée en 1926 et qui prend le nom de Sport athlétique litois en 1933 a été :
- champion de Côte-Basque Landes de sa catégorie en 1977, 1980, 1994, 2007 et 2014[36] ;
- vice-champion de France de 2e série 1985, battu par l'AS Saint Chinian 3 à 12 ;
- champion de France de 1re série 2006 en battant Saint-André-de-Roquelongue 15 à 9 ;
- champion de France de 4e série 2014 en battant le RC Buguois 16 à 7.

Devenue Landes Océan rugby club, le club devient Champion de France de 2e série 2017.
Régulièrement des concentrations de grande envergure de 2CV et dérivées sont organisées sur la commune le week-end de l'Ascension, notamment les rassemblements nationaux, comme la 11e nationale en 2003 et la 17e nationale en 2009, qui drainent à chaque fois plus de 2 000 véhicules et des milliers de personnes, conducteurs, passagers et simples visiteurs.

## Personnalités liées à la commune
- Pierre Laurel (1880-1936), acteur de théâtre et de cinéma, y est né.
- Natasha St-Pier s'y est mariée le 9 mars 2012.

## Lieu de tournage cinématographique
- En 1987, Jacques Deray y a tourné Maladie d'amour.
- En 2000, François Ozon y a tourné Sous le sable[38].